# 나트륨-칼륨 펌프

이온의 흐름

알파와 베타 유닛

나트륨-칼륨-ATP가수분해효소 펌프(영어: Na⁺/K⁺-ATPase pump, sodium-potassium adenosine triphosphatase, sodium–potassium pump)는 세포막에 존재하는 막 단백질로서 Na+/K+-ATPase, Na+/K+ 펌프, 또는 나트륨-칼륨 펌프라고도 한다. 아데노신 삼인산(ATP)을 가수분해하는 효소(EC number 3.6.3.9)의 기능을 가지고 있다. 하나의 ATP를 분해할 때 나오는 에너지를 이용(능동 수송)하여 3개의 나트륨을 세포밖으로 2개의 칼륨을 세포안으로 이동시킨다. 세포막 내,외부 전압(mV)의 전기적 기울기(electrical gradient)와 농도 기울기(concentration gradient)를 발생 및 유지시키며 세포의 부피가 커지는 것을 막는것으로 알려져 있다.

## 이온 통로
나트륨-칼륨 펌프는 이온 통로를 통해 교란된 전기적 기울기(electrical gradient)와 농도 기울기(concentration gradient)를 즉 평형을 찾은 상태로부터 세포내부가 다시 안정적인 전기적 기울기와 농도 기울기를 갖도록 복귀 작용에 주요한 역할을 수행한다.

## 섭취
일일 섭취 권장량 (2010 기준)
| 무기질 (양양소) | 일일 섭취권장량 (성인기준) |
| --------------- | -------------------------- |
| 나트륨          | 약1.5g                     |
| 칼륨            | 약3.5g                     |

## 같이 보기
- 전압 개폐 칼슘 채널
- 저나트륨혈증
- 대사 증후군(메터볼릭 신드롬)